# Papoea-Nieuw-Guinea op de Olympische Zomerspelen 1996
Papoea-Nieuw-Guinea nam deel aan de Olympische Zomerspelen 1996 in Atlanta, Verenigde Staten. Er werden geen medailles gewonnen.

## Deelnemers en resultaten

### Atletiek
| Olympiër                                  | Discipline      | Resultaat | Prestatie               |
| ----------------------------------------- | --------------- | --------- | ----------------------- |
| Peter Pulu                                | 100m (m)        | 83e       | serie 9: 9de in 10,76   |
| Amos Ali                                  | 200m (m)        | 64e       | serie 8: 6de in 21,37   |
| Subul Babo                                | 400m (m)        | 51e       | serie 3: 7de in 48,15   |
| Ivan Wakit                                | 400m horden (m) | 52e       | serie 7: 8ste in 53,42  |
| Allan Akia Peter Pulu Amos Ali Subul Babo | 4x100m (m)      | DNF       | serie 2: niet gefinisht |
| Samuel Bai Ivan Wakit Amos Ali Subul Babo | 4x400m (m)      | 31e       | serie 3: 7de in 3.19,92 |

### Boksen
| Olympiër     | Discipline  | Resultaat | Prestatie                                                  |
| ------------ | ----------- | --------- | ---------------------------------------------------------- |
| Howard Gereo | -51kg (m)   | 17e       | 1ste ronde: V van ALG Assous: 4-11                         |
| Lynch Ipera  | -57kg (m)   | 17e       | 1ste ronde: V van HUN Nagy: scheidsrechterlijke beslissing |
| Henry Kungsi | -60kg (m)   | 17e       | 1ste ronde: V van BRA Nunes: 11-11                         |
| Steven Kevi  | -63,5kg (m) | 17e       | 1ste ronde: V van ZAM Mwale: 3-16                          |

### Gewichtheffen
| Olympiër     | Discipline | Resultaat | Prestatie                                            |
| ------------ | ---------- | --------- | ---------------------------------------------------- |
| Peter Kilapa | -70kg (m)  | DNF       | trekken: 24ste met 120kg stoten: geen geldige poging |

Afghanistan · Albanië · Algerije · Amerikaanse Maagdeneilanden · Amerikaans-Samoa · Andorra · Angola · Antigua‑Barbuda · Argentinië · Armenië · Aruba · Australië · Azerbeidzjan · Bahama's · Bahrein · Bangladesh · Barbados · België · Belize · Benin · Bermuda · Bhutan · Bolivia · Bosnië en Herzegovina · Botswana · Brazilië · Britse Maagdeneilanden · Brunei · Bulgarije · Burkina Faso · Burundi · Cambodja · Canada · Centraal-Afrikaanse Republiek · Chili · China · Chinees Taipei · Colombia · Comoren · Congo-Brazzaville · Cookeilanden · Costa Rica · Cuba · Cyprus · Denemarken · Djibouti · Dominica · Dominicaanse Republiek · Duitsland · Ecuador · Egypte · El Salvador · Equatoriaal-Guinea · Estland · Ethiopië · Fiji · Filipijnen · Finland · Frankrijk · Gabon · Gambia · Georgië · Ghana · Grenada · Griekenland · Groot-Brittannië · Guam · Guatemala · Guinee · Guinee-Bissau · Guyana · Haïti · Honduras · Hongarije · Hongkong · Ierland · IJsland · India · Indonesië · Irak · Iran · Israël · Italië · Ivoorkust · Jamaica · Japan · Jemen · Joegoslavië · Jordanië · Kaaimaneilanden · Kaapverdië · Kameroen · Kazachstan · Kenia · Kirgizië · Koeweit · Kroatië · Laos · Lesotho · Letland · Libanon · Liberia · Libië · Liechtenstein · Litouwen · Luxemburg ·  Macedonië · Madagaskar · Malawi · Malediven · Maleisië · Mali · Malta · Marokko · Mauritanië · Mauritius · Mexico · Moldavië · Monaco · Mongolië · Mozambique · Myanmar · Namibië · Nauru · Nederland · Nederlandse Antillen · Nepal · Nicaragua · Nieuw-Zeeland · Niger · Nigeria · Noord-Korea · Noorwegen · Oeganda · Oekraïne · Oezbekistan · Oman · Oostenrijk · Pakistan · Palestina · Panama · Papoea-Nieuw-Guinea · Paraguay · Peru · Polen · Portugal · Puerto Rico · Qatar · Roemenië · Rusland · Rwanda · Saint Kitts en Nevis · Saint Lucia · Saint Vincent en Grenadines · Salomonseilanden · Samoa · San Marino · Sao Tomé en Principe · Saoedi-Arabië · Senegal · Seychellen · Sierra Leone · Singapore · Slovenië · Slowakije · Soedan · Somalië · Spanje · Sri Lanka · Suriname · Swaziland · Syrië · Tadzjikistan · Tanzania · Thailand · Togo · Tonga · Trinidad en Tobago · Tsjaad · Tsjechië · Tunesië · Turkije · Turkmenistan · Uruguay · Vanuatu · Venezuela · Verenigde Arabische Emiraten · Verenigde Staten · Vietnam · Wit-Rusland · Zaïre · Zambia · Zimbabwe · Zuid-Afrika · Zuid-Korea · Zweden · Zwitserland